# Void Cube
El Void Cube (o en español, cubo vacío) es un rompecabezas mecánico tridimensional similar al Cubo de Rubik , con la notable diferencia de que faltan las piezas centrales, lo que hace que el rompecabezas se parezca a una esponja Menger de nivel 1 . El núcleo utilizado en el cubo de Rubik también está ausente, lo que crea agujeros que atraviesan el cubo en los tres ejes. Debido al volumen restringido del rompecabezas, emplea un mecanismo estructural completamente diferente al de un cubo de Rubik normal, aunque los posibles movimientos son los mismos. El Void cube fue inventado por Katsuhiko Okamoto. Gentosha Education, en Japón, tiene la licencia para fabricar Void Cubes oficiales.   Estos diseños oficiales también se venden bajo la marca Rubik's, propiedad de Spin Master Ltd. , y hay diseños similares disponibles de una variedad de fabricantes. La resolución rápida del Void Cube es común en la exhibición, pero no es un evento de competencia oficial de la World Cube Association.  

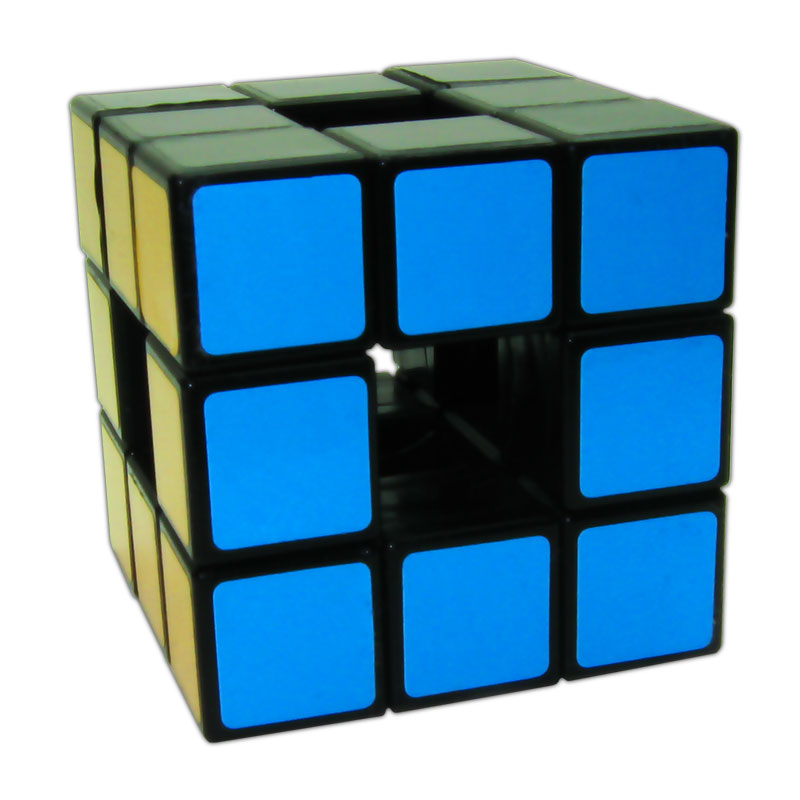
Void Cube resuelto

## Solución
El Cubo del Vacío es un poco más difícil que un Cubo de Rubik normal. El primer desafío adicional es que los centros faltantes eliminan una referencia clave para el color de cada cara resuelta, lo que requiere deducir la disposición de los colores de las caras de las piezas de las esquinas (o memorizar de memoria la disposición de colores del cubo resuelto). Esto es similar al desafío que presentan los cubos de rompecabezas N×N×N con números pares, como el 2×2×2 y el 4×4×4, que tampoco tienen ninguna pieza en el centro exacto de ninguna cara.
El segundo desafío añadido es que el Void Cube permite transformaciones de paridad impares , que son imposibles en un cubo normal de 3×3×3. La falta de piezas centrales altera las consideraciones de paridad. Una rotación de 90° de una cara, ya sea en el Cubo de Rubik normal o en el Cubo del Vacío, intercambia las posiciones de ocho piezas en dos, de paridad impar, cuatro ciclos. En general, un giro de cara es una permutación uniforme . En el cubo normal, una rotación de 90° de todo el cubo alrededor de un eje principal intercambia las posiciones de 24 piezas en seis ciclos, de paridad impar, cuatro. En el cubo normal, una rotación completa del cubo es una permutación par. Por otro lado, al carecer de piezas centrales, una rotación completa de 90° en el Void Cube intercambia 20 piezas en cinco ciclos, de paridad impar, cuatro. Por lo tanto, una rotación completa de un cubo en el Cubo del Vacío es una permutación impar. En consecuencia, en el Void Cube, girar las caras del cubo junto con rotaciones completas del cubo puede producir una disposición en la que dos piezas se intercambian y el resto están en sus posiciones originales. Éste y otros arreglos de paridad extraños no son posibles en el cubo de Rubik normal y requieren que el solucionador reconozca y se adapte a las nuevas permutaciones, que ocurren en aproximadamente la mitad de todos los intentos de resolución de mezclas aleatorias. Estas permutaciones se pueden resolver con varios algoritmos simples. 

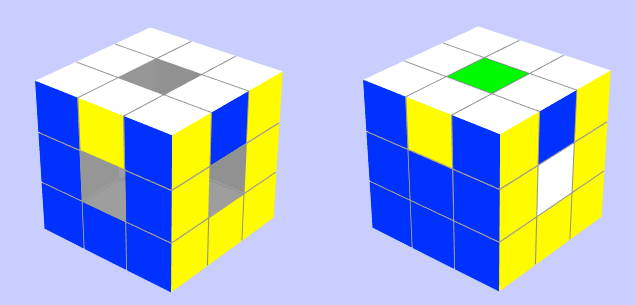
Intercambio simple de paridad impar

Para ver la relación entre la paridad en el cubo regular y el cubo vacío, considere el cubo regular. Una solución de cubo normal lleva un cubo revuelto al cubo de identidad donde el color de todas las facetas de los bordes y las esquinas coincide con las facetas centrales. Una solución de cubo vacío lleva un cubo revuelto a una disposición donde el color de las facetas del borde y de las esquinas coinciden entre sí independientemente del color de la faceta central. Estas disposiciones de "ojo de gato" se forman girando las piezas de borde y esquina en su conjunto con respecto a las piezas centrales. Esto se puede hacer de 24 maneras diferentes, pero debido a la paridad sólo se pueden formar 12 girando las caras del cubo. Las posiciones de cubos vacíos de paridad impar se forman en posiciones de cubos regulares de "ojo de gato" de paridad impar. Debido a que faltan las facetas centrales (y por lo tanto son funcionalmente idénticas) en un cubo vacío, es difícil detectar si el cubo se está resolviendo en un estado de paridad par o impar hasta bien avanzado el intento de resolución; Cuando se utilizan los métodos "principiantes" o " CFOP " más comunes, a menudo no es evidente hasta que se resuelve la última capa.